# 駐日フィンランド大使館

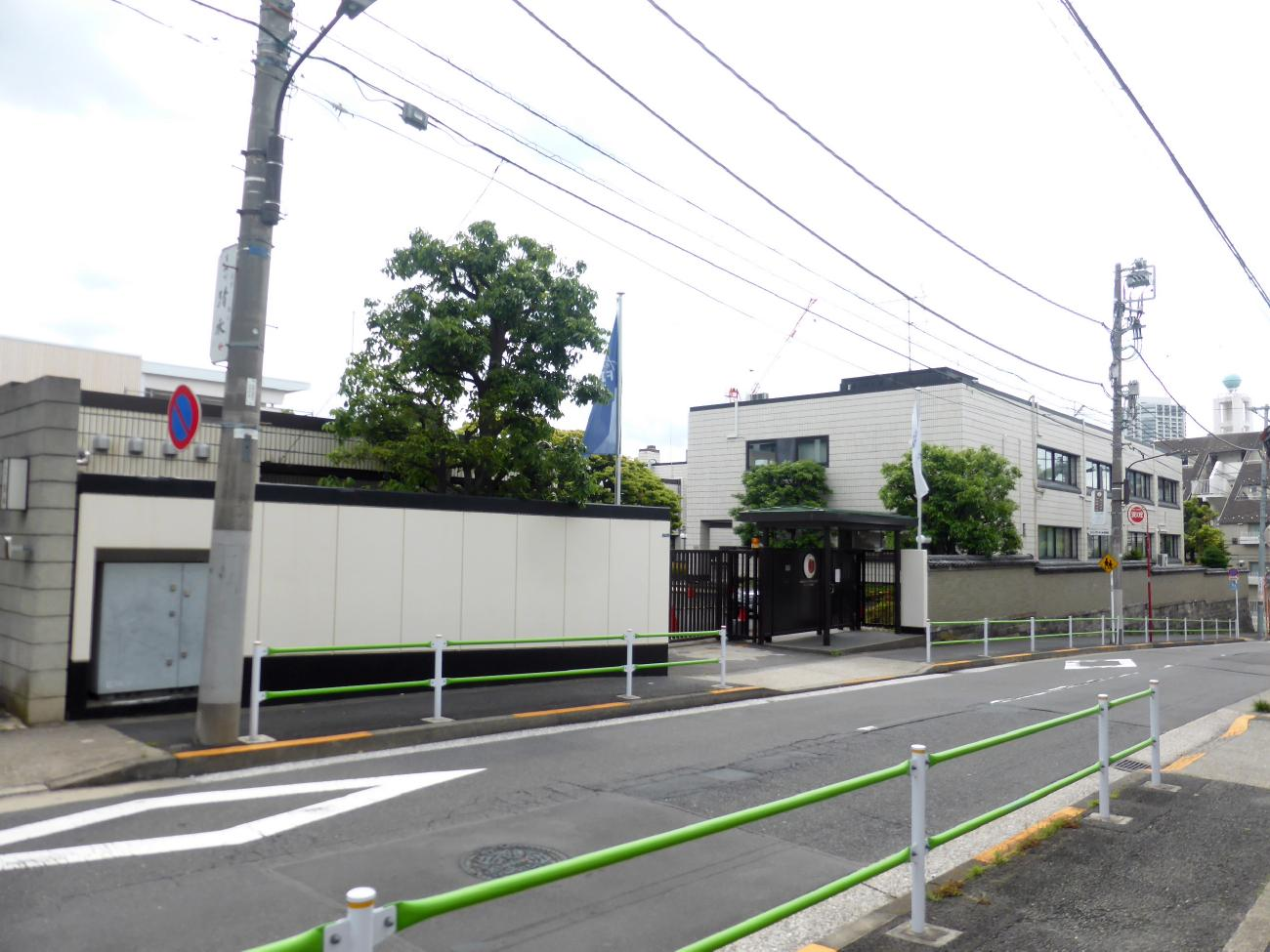
フィンランド大使館全景

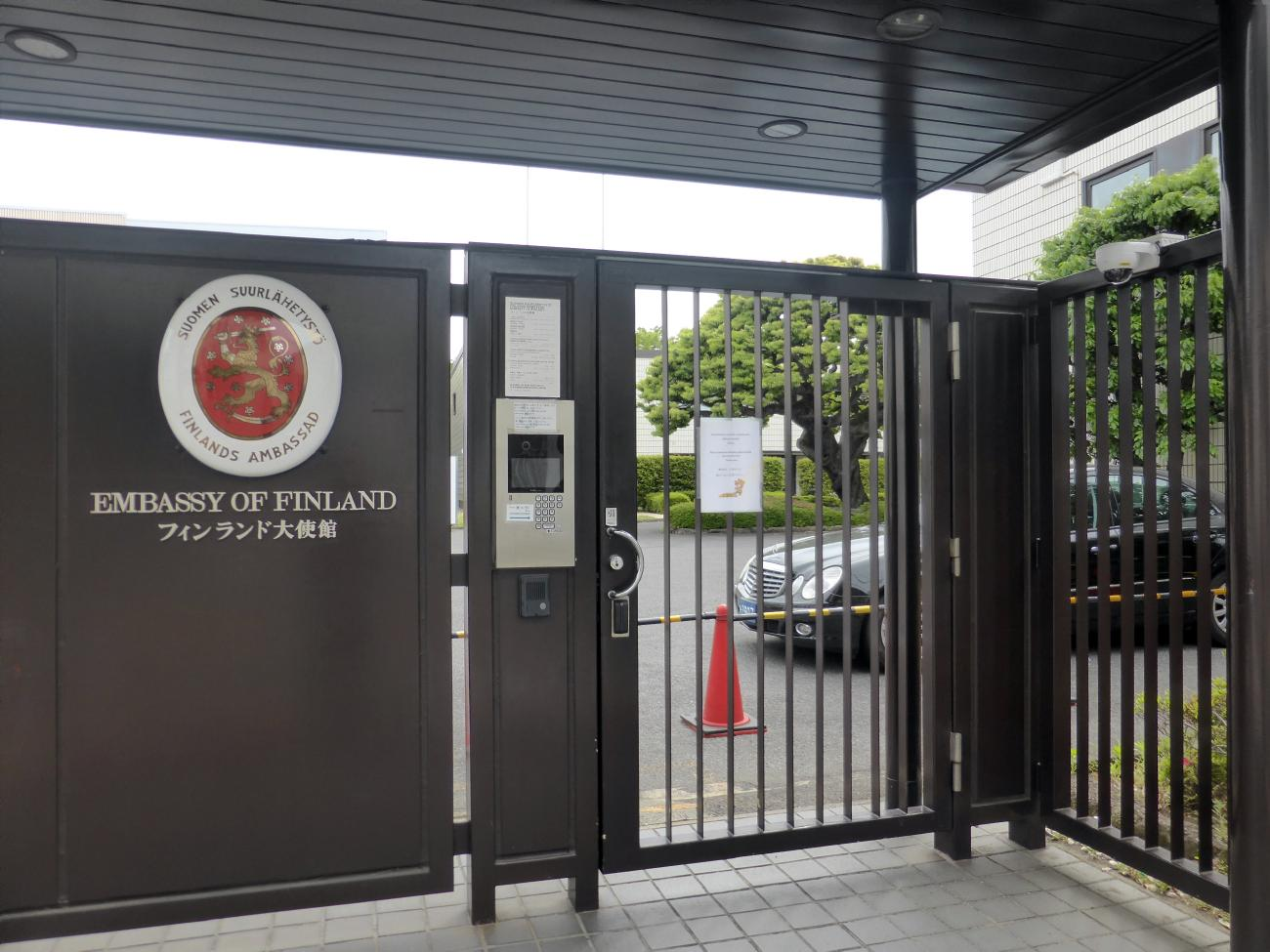
フィンランド大使館正門

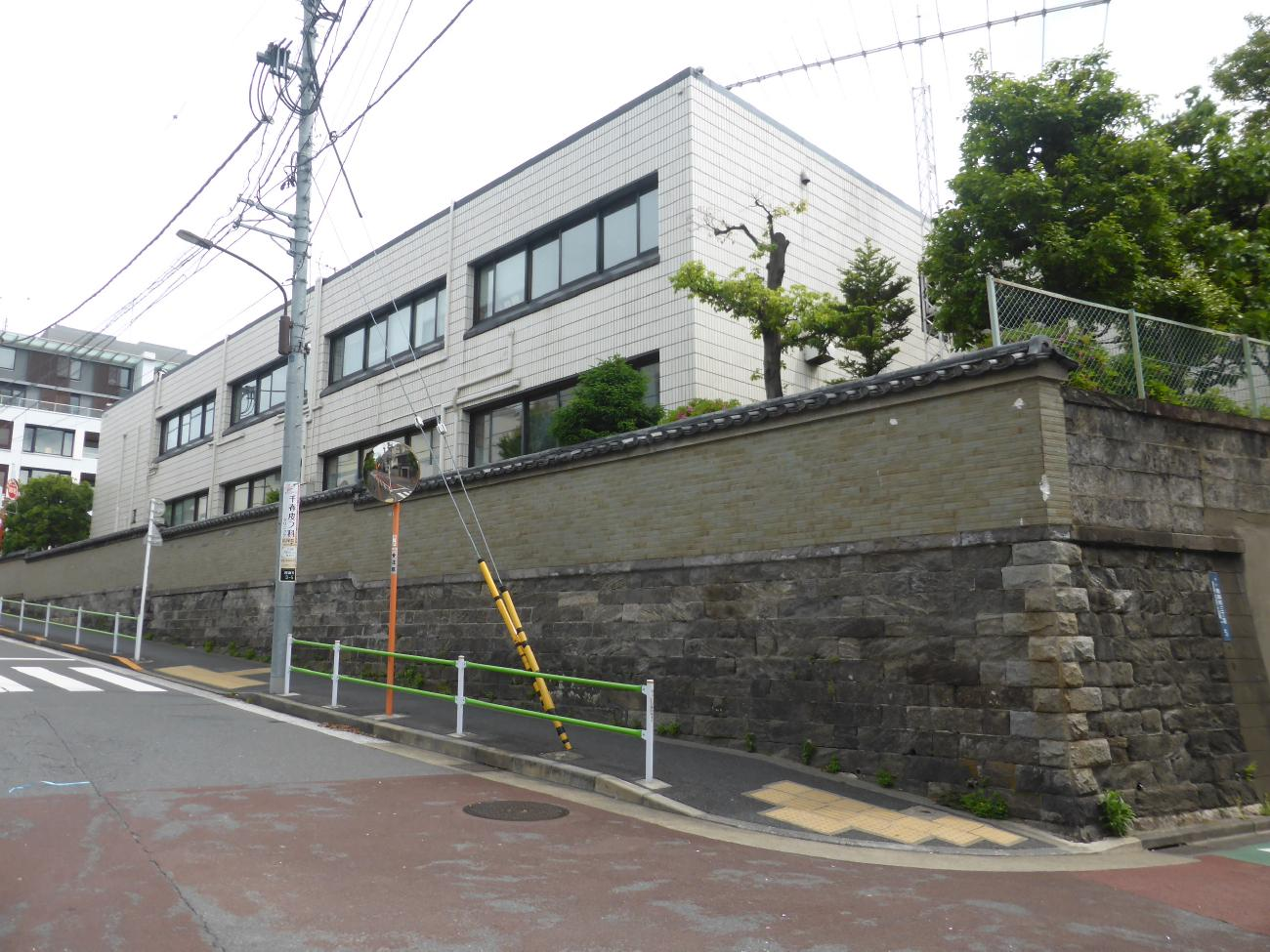
フィンランド大使館の塀は一部石垣

駐日フィンランド大使館（ちゅうにちフィンランドたいしかん、芬: Suomen suurlähetystö Japanissa、典: Finlands ambassad i Japan、英: Embassy of Finland in Japan）は、日本に所在するフィンランドの大使館。在東京フィンランド大使館（芬: Suomen suurlähetystö Tokiossa、典: Finlands ambassad i Tokyo、英: Embassy of Finland in Tokyo）ともいう。

## 概要
- 所在地: 〒106-0047 東京都港区南麻布3丁目5-39
- アクセス: 東京メトロ日比谷線広尾駅1番出口

## 大使
2022年12月19日より、タンヤ・ヤースケライネンが特命全権大使を務めている。

## Twitterを活用した広報活動
同大使館がTwitterのアカウントを開設したのは2011年初頭で、試験運用中に発生した東日本大震災直後には、Facebookで掲載した危機情報のフィードを配信した。2011年11月からは本格的に広報活動を開始。「もい」「にゅっと」など日常のフィンランド語の紹介や、フィンランド国土の擬人化キャラクター「スオミネイト」のイラストコンテスト、フィンランドの英雄をモチーフにしたキャラクターが登場するアニメーション映画「ストライクウィッチーズ 劇場版」の原作者島田フミカネとの公式サイト上での対談が行われた。Twitter担当者はNHK広報局（@NHK_PR）により「フィンたん」と名付けられ、しばらくの間アイコンにはスオミネイトが使われていたが、公募により糸曽賢志・石井大裕両氏によるイラストが採用された。

## 武官室
2020年8月1日、駐在武官が常駐する武官室（フィンランド語: Sotilasasiamiehen toimisto、スウェーデン語: Försvarsattachéns byrå、英語: Defence Attaché's Office）が75年ぶりに開設され、駐日大使館付としては初代となる駐在武官にキンモ・タルヴァイネン大佐が着任した。